# عالی به نظر می‌رسی
«عالی به نظر می‌رسی» (به انگلیسی: You Look So Fine) در سال ۱۹۹۹ به‌عنوان آخرین تک‌آهنگ از دومین آلبوم گروه گاربج تحت عنوان نسخهٔ ۲.۰ منتشر گردید. این قطعه در خود آلبوم نیز قطعهٔ پایانی به‌شمار می‌رفت و طی تور جهانی دو سالهٔ نسخهٔ ۲.۰ همواره قطعهٔ پایانی اجراهای اصلی یا بخش آنکور کنسرت‌های گروه انتخاب می‌شد.
برای تبلیغ از انتشار این تک‌آهنگ نسخه‌ای به سبک عشق یک‌سویه توسط فان لاوین کریمینالز تنظیم شد که در آن شرلی منسن (خوانندهٔ گاربج) آواز جدیدی خواند. این نسخه بخشی از همکاری متقابل بین دو گروه بود که در ازای آن گاربج هم ترانهٔ «بقالی کره‌ای» از فان لاوین کریمینالز را ریم یکس کرد.
«عالی به نظر می‌رسی» در سال ۲۰۰۷ بازسازی و مسترینگ شد و در آلبوم گلچین گروه تحت عنوان گاربج مطلق گنجانده شد، و در سال ۲۰۲۲ نیز در آلبوم گلچین دیگری با عنوان گلچین ادبی باز منتشر گردید.